# IC 2011
IC 2011 ist ein Doppelstern im Sternbild Netz am Südsternhimmel, die der Astronom DeLisle Stewart am 8. Dezember 1899 fälschlich als IC-Objekt beschrieb.